# Arcadi Balaguer
Arcadio De Balaguer y Costa, i barón de Ovilvar, fue un empresario y dirigente deportivo español, presidente del Fútbol Club Barcelona entre 1925 y 1929.

## Biografía
Muy vinculado con la ciudad de Castelldefels, una de cuyas calles lleva su nombre, probablemente nació en dicha ciudad o vivió en ella muchos años. Era hijo de Arcadio De Balaguer y Bruguera y de Concepción Costa y Vila, que fue una de las mayores propietarias de dicha ciudad a finales del siglo XIX, y la persona que cedió los terrenos para la construcción de su actual cementerio y de la iglesia de Santa María en 1909, financiada por el banquero catalán Manuel Girona i Agrafel.
Ocupó la presidencia del Fútbol Club Barcelona desde el 17 de diciembre de 1925 hasta el 23 de marzo de 1929, cargo al que accedió por su amistad personal con Miguel Primo de Rivera y con el rey Alfonso XIII. Durante su mandato, el club superó una grave crisis interna, tras la dimisión forzada de Hans Gamper (que se suicidó en Suiza un año después), consiguiendo el equipo su primera liga española, dos campeonatos de España y tres de Cataluña. Fue nombrado barón de Ovilvar mediante Real despacho el 12 de mayo de 1930 (el Real Decreto se había emitido el 27 de enero del mismo año).
Siguiendo con la tradición familiar, en la década de los años 20, Arcadi De Balaguer y Costa dio dos parcelas junto a la iglesia parroquial para la construcción de un nuevo ayuntamiento y de un grupo escolar en la calle que ahora lleva su nombre, el que fue el colegio Lluís Vives, que en 2006 se trasladó a otro barrio de la ciudad, pasando el antiguo centro escolar a ser al sede actual del colegio Josep Guinovart. También donó al Ayuntamiento la masía de Can Ballester o Can Gomar, que desde el año 1975 aloja el Casal de Cultura de la ciudad, tras haber sido restaurada. A principios de la Segunda República, el consistorio le pidió permiso para construir una fuente pública y poco después, en agradecimiento, el Ayuntamiento le recompensó con el título de hijo predilecto, siendo uno de los pocos de los que se tiene constancia que se les ha otorgado este título.
Se sabe que gracias a sus influencias políticas consiguió que la electricidad y con ella el alumbrado público llegaran a Castelldefels.